# Гостинний провулок (Київ)
Гости́нний провулок — провулок у Дарницькому районі міста Києва, місцевість Нова Дарниця. Пролягає від вулиці Дениса Антіпова до Тростянецького провулку.

## Історія
Провулок виник у 50-ті роки XX століття і спершу складався з двох вулиць: 51-ї Нової (на відрізку між Тростянецьким провулком і вулицею Дениса Антіпова) і 605-ї Нової (на відрізку між вулицею Дениса Антіпова та Гостинною вулицею). Сучасна назва — з 1953 року. 
У 1980-ті роки скорочений до теперішніх розмірів у зв'язку зі знесенням села Шевченка, через яке він проходив. 